# Saltryp
Saltryp is een gehucht en buurtschap in de gemeente Harlingen, in de Nederlandse provincie Friesland. Het ligt ten noorden van Harlingen en ten westen van Midlum. De buurtschap bestaat uit een aantal huizen langs de Harlingerstraatweg.   
Bij Saltryp aan de Harlingerstraatweg heeft vanaf de 14e eeuw de Runia State gestaan. Deze state was vermoedelijk een state met een eigen grondgebied. Op de plaats van de vroegere stins staat nu een boerderij.
Iets verderop stond volgens bronnen vanaf de 13e eeuw De Sibadastins in de buurtschap Saltryp. Deze buurtschap lag echter niet op dezelfde plek als de huidige buurtschap, maar veel dichter bij Midlum. De Sibadastins had een aanzienlijk eigen grondgebied en leverde bij toerbeurt een rechter voor de grietenij. Vermoedelijk 18e begin 19e eeuw werd aan de noordkant van de terp waarop Sibadastins heeft gestaan een buitenverblijf gebouwd dat Middelstein werd genoemd. De buitenplaats is vóór 1919 verdwenen, want in dat jaar werd de terp afgegraven waar Sibadastins en Middelstein hadden gestaan. Tegenwoordig is het weiland.
Op kaarten van de jaren zeventig tot de jaren negentig van de 20e eeuw heeft de bebouwing alhier als plaatsnaam Almenum in atlassen gestaan. Deze is later weer verdwenen. In 2016 duidde Nieuwe encyclopedie van Fryslân Almenum nog als een van de buurtschappen van Harlingen.
De Harlingerstraatweg werd in 2022 opnieuw ingericht en de maximumsnelheid werd teruggeschroefd van 80 naar 60 kilometer per uur. Uit historisch onderzoek bleek dat de buurt aldaar vroeger bekend stond onder de naam Saltryp. Zodoende werd in hetzelfde jaar door de plaatselijk wethouder de oude naam onthuld en had de provincie Friesland een buurtschap terug.
Stad en dorpen: Harlingen · Midlum · Wijnaldum

Buurtschappen: Atjetille ·De Blijnse · IJslumburen · Kiesterzijl (klein deel) · Koetille · Koningsbuurt · Roptazijl (deels) · Saltryp · Voorrijp

Voormalige buurtschappen: Almenum · Luidum · Ungabuurt

Friesland: Steden en dorpen      Nederland: Provincies · Gemeenten